# Linouse Desravine
Linouse Desravine (Cap Haitià, 10 de febrer de 1991) és una esportista haitiana que va competir en judo, guanyadora d'una medalla de plata al Campionat Panamericà de Judo de 2011 en la categoria de –52 kg.

## Palmarès internacional
| Campionat Panamericà | Campionat Panamericà | Campionat Panamericà | Campionat Panamericà |
| Any                  | Lloc                 | Medalla              | Categoria            |
| -------------------- | -------------------- | -------------------- | -------------------- |
| 2011                 | Guadalajara ( Mèxic) | 2                    | –52 kg               |